# Adele Live 2016
Adele Live 2016 (tiêu đề trong năm 2017 là Adele Live 2017) là chuyến lưu diễn thứ ba của nữ ca sĩ kiêm sáng tác nhạc người Anh Adele nhằm quảng bá cho album phòng thu thứ ba của cô, 25 (2015). Chuyến lưu diễn bắt đầu tại Belfast vào ngày 29 tháng 2 năm 2016 ở Đấu trường SSE rồi tiếp tục xuyên qua châu Âu, Bắc Mỹ và châu Đại Dương trước khi khép lại vào ngày 29 tháng 6 năm 2017 tại sân vận động Wembley ở Luân Đôn, Vương quốc Anh, nơi Adele buộc phải hủy bỏ hai đêm diễn cuối cùng do bị tổn thương dây thanh quản. Hiện vẫn chưa có quyết định về việc dời hai ngày diễn này.

## Danh sách tiết mục
Đây là danh sách tiết mục trong đêm diễn ngày 29 tháng 2 năm 2016 tại Đấu trường SSE, Belfast. Nó không phải là danh sách đại diện cho hầu hết các đêm diễn.
1. "Hello"
2. "Hometown Glory"
3. "One and Only"
4. "Rumour Has It"
5. "Water Under the Bridge"
6. "I Miss You"
7. "Skyfall"
8. "Million Years Ago"
9. "Don't You Remember"
10. "Send My Love (To Your New Lover)"
11. "Make You Feel My Love"
12. "Sweetest Devotion"
13. "Chasing Pavements"
14. "Someone Like You"
15. "Set Fire to the Rain"

Hát lại
1. "All I Ask"
2. "When We Were Young"
3. "Rolling in the Deep"

## Lịch trình
| Ngày diễn            | Thành phố          | Quốc gia       | Địa điểm biểu diễn              | Số lượng người tham dự       | Doanh thu    |
| Châu Âu              | Châu Âu            | Châu Âu        | Châu Âu                         | Châu Âu                      | Châu Âu      |
| -------------------- | ------------------ | -------------- | ------------------------------- | ---------------------------- | ------------ |
| 29 tháng 2 năm 2016  | Belfast            | Vương quốc Anh | Đấu trường SSE                  | 21.593 / 21.593              | $2.326.160   |
| 1 tháng 3 năm 2016   | Belfast            | Vương quốc Anh | Đấu trường SSE                  | 21.593 / 21.593              | $2.326.160   |
| 4 tháng 3 năm 2016   | Dublin             | Ireland        | 3Arena                          | 25.290 / 25.290              | $2.617.060   |
| 5 tháng 3 năm 2016   | Dublin             | Ireland        | 3Arena                          | 25.290 / 25.290              | $2.617.060   |
| 7 tháng 3 năm 2016   | Manchester         | Vương quốc Anh | Manchester Arena                | 63.209 / 63.209              | $7.243.160   |
| 8 tháng 3 năm 2016   | Manchester         | Vương quốc Anh | Manchester Arena                | 63.209 / 63.209              | $7.243.160   |
| 10 tháng 3 năm 2016  | Manchester         | Vương quốc Anh | Manchester Arena                | 63.209 / 63.209              | $7.243.160   |
| 11 tháng 3 năm 2016  | Manchester         | Vương quốc Anh | Manchester Arena                | 63.209 / 63.209              | $7.243.160   |
| 15 tháng 3 năm 2016  | Luân Đôn           | Vương quốc Anh | The O2 Arena                    | 126.043 / 126.043            | $14.759.300  |
| 16 tháng 3 năm 2016  | Luân Đôn           | Vương quốc Anh | The O2 Arena                    | 126.043 / 126.043            | $14.759.300  |
| 18 tháng 3 năm 2016  | Luân Đôn           | Vương quốc Anh | The O2 Arena                    | 126.043 / 126.043            | $14.759.300  |
| 19 tháng 3 năm 2016  | Luân Đôn           | Vương quốc Anh | The O2 Arena                    | 126.043 / 126.043            | $14.759.300  |
| 21 tháng 3 năm 2016  | Luân Đôn           | Vương quốc Anh | The O2 Arena                    | 126.043 / 126.043            | $14.759.300  |
| 22 tháng 3 năm 2016  | Luân Đôn           | Vương quốc Anh | The O2 Arena                    | 126.043 / 126.043            | $14.759.300  |
| 25 tháng 3 năm 2016  | Glasgow            | Vương quốc Anh | The SSE Hydro                   | 22.292 / 22.292              | $2.410.390   |
| 26 tháng 3 năm 2016  | Glasgow            | Vương quốc Anh | The SSE Hydro                   | 22.292 / 22.292              | $2.410.390   |
| 29 tháng 3 năm 2016  | Birmingham         | Vương quốc Anh | Đấu trường Genting              | 52.562 / 52.562              | $6426.580    |
| 30 tháng 3 năm 2016  | Birmingham         | Vương quốc Anh | Đấu trường Genting              | 52.562 / 52.562              | $6426.580    |
| 1 tháng 4 năm 2016   | Birmingham         | Vương quốc Anh | Đấu trường Genting              | 52.562 / 52.562              | $6426.580    |
| 2 tháng 4 năm 2016   | Birmingham         | Vương quốc Anh | Đấu trường Genting              | 52.562 / 52.562              | $6426.580    |
| 4 tháng 4 năm 2016   | Luân Đôn           | Vương quốc Anh | Đấu trường O2                   | —                            | —            |
| 5 tháng 4 năm 2016   | Luân Đôn           | Vương quốc Anh | Đấu trường O2                   | —                            | —            |
| 29 tháng 4 năm 2016  | Stockholm          | Thụy Điển      | Đấu trường Tele2                | 30.772 / 30.772              | $2.406.130   |
| 1 tháng 5 năm 2016   | Oslo               | Na Uy          | Đấu trường Telenor              | 21.005 / 21.005              | $1.785.430   |
| 3 tháng 5 năm 2016   | Copenhagen         | Đan Mạch       | Forum Copenhagen                | 9.907 / 9.907                | $1.146.490   |
| 4 tháng 5 năm 2016   | Herning            | Đan Mạch       | Jyske Bank Boxen                | 12.123 / 12.123              | $1.430.260   |
| 7 tháng 5 năm 2016   | Berlin             | Đức            | Mercedes-Benz Arena             | 23.798 / 23.798              | $2.319.340   |
| 8 tháng 5 năm 2016   | Berlin             | Đức            | Mercedes-Benz Arena             | 23.798 / 23.798              | $2.319.340   |
| 10 tháng 5 năm 2016  | Hamburg            | Đức            | Đấu trường Barclaycard          | 23.267 / 23.267              | $2.343.370   |
| 11 tháng 5 năm 2016  | Hamburg            | Đức            | Đấu trường Barclaycard          | 23.267 / 23.267              | $2.343.370   |
| 14 tháng 5 năm 2016  | Cologne            | Đức            | Lanxess Arena                   | 29.119 / 29.119              | $2.734.650   |
| 15 tháng 5 năm 2016  | Cologne            | Đức            | Lanxess Arena                   | 29.119 / 29.119              | $2.734.650   |
| 17 tháng 5 năm 2016  | Zürich             | Thụy Sĩ        | Hallenstadion                   | 26.480 / 26.480              | $2.730.090   |
| 18 tháng 5 năm 2016  | Zürich             | Thụy Sĩ        | Hallenstadion                   | 26.480 / 26.480              | $2.730.090   |
| 21 tháng 5 năm 2016  | Lisbon             | Bồ Đào Nha     | Đấu trường MEO                  | 36.081 / 36.081              | $2.692.990   |
| 22 tháng 5 năm 2016  | Lisbon             | Bồ Đào Nha     | Đấu trường MEO                  | 36.081 / 36.081              | $2.692.990   |
| 24 tháng 5 năm 2016  | Barcelona          | Tây Ban Nha    | Palau Sant Jordi                | 31.075 / 31.075              | $2.858.760   |
| 25 tháng 5 năm 2016  | Barcelona          | Tây Ban Nha    | Palau Sant Jordi                | 31.075 / 31.075              | $2.858.760   |
| 28 tháng 5 năm 2016  | Verona             | Ý              | Arena di Verona                 | 25.512 / 25.512              | $2.008.990   |
| 29 tháng 5 năm 2016  | Verona             | Ý              | Arena di Verona                 | 25.512 / 25.512              | $2.008.990   |
| 1 tháng 6 năm 2016   | Amsterdam          | Hà Lan         | Ziggo Dome                      | 51.777 / 51.777              | $4.810.120   |
| 3 tháng 6 năm 2016   | Amsterdam          | Hà Lan         | Ziggo Dome                      | 51.777 / 51.777              | $4.810.120   |
| 4 tháng 6 năm 2016   | Amsterdam          | Hà Lan         | Ziggo Dome                      | 51.777 / 51.777              | $4.810.120   |
| 6 tháng 6 năm 2016   | Amsterdam          | Hà Lan         | Ziggo Dome                      | 51.777 / 51.777              | $4.810.120   |
| 9 tháng 6 năm 2016   | Paris              | Pháp           | AccorHotels Arena               | 26.113 / 26.113              | $2.798.970   |
| 10 tháng 6 năm 2016  | Paris              | Pháp           | AccorHotels Arena               | 26.113 / 26.113              | $2.798.970   |
| 12 tháng 6 năm 2016  | Antwerp            | Bỉ             | Sportpaleis                     | 52.130 / 52.130              | $5.713.100   |
| 13 tháng 6 năm 2016  | Antwerp            | Bỉ             | Sportpaleis                     | 52.130 / 52.130              | $5.713.100   |
| 15 tháng 6 năm 2016  | Antwerp            | Bỉ             | Sportpaleis                     | 52.130 / 52.130              | $5.713.100   |
| Bắc Mỹ               |                    |                |                                 |                              |              |
| 5 tháng 7 năm 2016   | Saint Paul         | Hoa Kỳ         | Trung tâm Xcel Energy           | 30.685 / 30.685              | $3.376.247   |
| 6 tháng 7 năm 2016   | Saint Paul         | Hoa Kỳ         | Trung tâm Xcel Energy           | 30.685 / 30.685              | $3.376.247   |
| 10 tháng 7 năm 2016  | Chicago            | Hoa Kỳ         | Trung tâm United                | 45.635 / 45.635              | $5.074.208   |
| 11 tháng 7 năm 2016  | Chicago            | Hoa Kỳ         | Trung tâm United                | 45.635 / 45.635              | $5.074.208   |
| 13 tháng 7 năm 2016  | Chicago            | Hoa Kỳ         | Trung tâm United                | 45.635 / 45.635              | $5.074.208   |
| 16 tháng 7 năm 2016  | Denver             | Hoa Kỳ         | Trung tâm Pepsi                 | 27.313 / 27.313              | $2.999.334   |
| 17 tháng 7 năm 2016  | Denver             | Hoa Kỳ         | Trung tâm Pepsi                 | 27.313 / 27.313              | $2.999.334   |
| 20 tháng 7 năm 2016  | Vancouver          | Canada         | Đấu trường Rogers               | 28.959 / 28.959              | $3.238.209   |
| 21 tháng 7 năm 2016  | Vancouver          | Canada         | Đấu trường Rogers               | 28.959 / 28.959              | $3.238.209   |
| 25 tháng 7 năm 2016  | Seattle            | Hoa Kỳ         | Đấu trường Key                  | 25.003 / 25.003              | $2.890.817   |
| 26 tháng 7 năm 2016  | Seattle            | Hoa Kỳ         | Đấu trường Key                  | 25.003 / 25.003              | $2.890.817   |
| 30 tháng 7 năm 2016  | San Jose           | Hoa Kỳ         | Trung tâm SAP                   | 28.002 / 28.002              | $3.224.583   |
| 31 tháng 7 năm 2016  | San Jose           | Hoa Kỳ         | Trung tâm SAP                   | 28.002 / 28.002              | $3.224.583   |
| 2 tháng 8 năm 2016   | Oakland            | Hoa Kỳ         | Đấu trường Oracle               | 14.577 / 14.577              | $1.722.672   |
| 5 tháng 8 năm 2016   | Los Angeles        | Hoa Kỳ         | Trung tâm Staples               | 118.149 / 118.149            | $13.821.741  |
| 6 tháng 8 năm 2016   | Los Angeles        | Hoa Kỳ         | Trung tâm Staples               | 118.149 / 118.149            | $13.821.741  |
| 9 tháng 8 năm 2016   | Los Angeles        | Hoa Kỳ         | Trung tâm Staples               | 118.149 / 118.149            | $13.821.741  |
| 10 tháng 8 năm 2016  | Los Angeles        | Hoa Kỳ         | Trung tâm Staples               | 118.149 / 118.149            | $13.821.741  |
| 12 tháng 8 năm 2016  | Los Angeles        | Hoa Kỳ         | Trung tâm Staples               | 118.149 / 118.149            | $13.821.741  |
| 13 tháng 8 năm 2016  | Los Angeles        | Hoa Kỳ         | Trung tâm Staples               | 118.149 / 118.149            | $13.821.741  |
| 16 tháng 8 năm 2016  | Phoenix            | Hoa Kỳ         | Đấu trường Talking Stick Resort | 14.166 / 14.166              | $1.573.459   |
| 20 tháng 8 năm 2016  | Los Angeles        | Hoa Kỳ         | Trung tâm Staples               | —                            | —            |
| 21 tháng 8 năm 2016  | Los Angeles        | Hoa Kỳ         | Trung tâm Staples               | —                            | —            |
| 6 tháng 9 năm 2016   | Auburn Hills       | Hoa Kỳ         | The Palace of Auburn Hills      | 28.812 / 28.812              | $3.007.199   |
| 7 tháng 9 năm 2016   | Auburn Hills       | Hoa Kỳ         | The Palace of Auburn Hills      | 28.812 / 28.812              | $3.007.199   |
| 9 tháng 9 năm 2016   | Philadelphia       | Hoa Kỳ         | Wells Fargo Center              | 31.251 / 31.251              | $3.698.133   |
| 10 tháng 9 năm 2016  | Philadelphia       | Hoa Kỳ         | Wells Fargo Center              | 31.251 / 31.251              | $3.698.133   |
| 14 tháng 9 năm 2016  | Boston             | Hoa Kỳ         | TD Garden                       | 27.183 / 27.183              | $3.022.975   |
| 15 tháng 9 năm 2016  | Boston             | Hoa Kỳ         | TD Garden                       | 27.183 / 27.183              | $3.022.975   |
| 19 tháng 9 năm 2016  | Thành phố New York | Hoa Kỳ         | Madison Square Garden           | 86.652 / 86.652              | $9.829.597   |
| 20 tháng 9 năm 2016  | Thành phố New York | Hoa Kỳ         | Madison Square Garden           | 86.652 / 86.652              | $9.829.597   |
| 22 tháng 9 năm 2016  | Thành phố New York | Hoa Kỳ         | Madison Square Garden           | 86.652 / 86.652              | $9.829.597   |
| 23 tháng 9 năm 2016  | Thành phố New York | Hoa Kỳ         | Madison Square Garden           | 86.652 / 86.652              | $9.829.597   |
| 25 tháng 9 năm 2016  | Thành phố New York | Hoa Kỳ         | Madison Square Garden           | 86.652 / 86.652              | $9.829.597   |
| 26 tháng 9 năm 2016  | Thành phố New York | Hoa Kỳ         | Madison Square Garden           | 86.652 / 86.652              | $9.829.597   |
| 30 tháng 9 năm 2016  | Montreal           | Canada         | Trung tâm Bell                  | 32.155 / 32.155              | $3.370.793   |
| 1 tháng 10 năm 2016  | Montreal           | Canada         | Trung tâm Bell                  | 32.155 / 32.155              | $3.370.793   |
| 3 tháng 10 năm 2016  | Toronto            | Canada         | Trung tâm Air Canada            | 62.653 / 62.653              | $6.749.131   |
| 4 tháng 10 năm 2016  | Toronto            | Canada         | Trung tâm Air Canada            | 62.653 / 62.653              | $6.749.131   |
| 6 tháng 10 năm 2016  | Toronto            | Canada         | Trung tâm Air Canada            | 62.653 / 62.653              | $6.749.131   |
| 7 tháng 10 năm 2016  | Toronto            | Canada         | Trung tâm Air Canada            | 62.653 / 62.653              | $6.749.131   |
| 10 tháng 10 năm 2016 | Washington, D.C.   | Hoa Kỳ         | Trung tâm Verizon               | 29.043 / 29.043              | $3.279.706   |
| 11 tháng 10 năm 2016 | Washington, D.C.   | Hoa Kỳ         | Trung tâm Verizon               | 29.043 / 29.043              | $3.279.706   |
| 15 tháng 10 năm 2016 | Nashville          | Hoa Kỳ         | Đấu trường Bridgestone          | 26.434 / 26.434              | $2.828.954   |
| 16 tháng 10 năm 2016 | Nashville          | Hoa Kỳ         | Đấu trường Bridgestone          | 26.434 / 26.434              | $2.828.954   |
| 25 tháng 10 năm 2016 | Miami              | Hoa Kỳ         | Đấu trường American Airlines    | 27.906 / 27.906              | $3.199.011   |
| 26 tháng 10 năm 2016 | Miami              | Hoa Kỳ         | Đấu trường American Airlines    | 27.906 / 27.906              | $3.199.011   |
| 28 tháng 10 năm 2016 | Atlanta            | Hoa Kỳ         | Philips Arena                   | 26.507 / 26.507              | $2.924.777   |
| 29 tháng 10 năm 2016 | Atlanta            | Hoa Kỳ         | Philips Arena                   | 26.507 / 26.507              | $2.924.777   |
| 1 tháng 11 năm 2016  | Dallas             | Hoa Kỳ         | Trung tâm American Airlines     | 27.823 / 27.823              | $3.143.958   |
| 2 tháng 11 năm 2016  | Dallas             | Hoa Kỳ         | Trung tâm American Airlines     | 27.823 / 27.823              | $3.143.958   |
| 4 tháng 11 năm 2016  | Austin             | Hoa Kỳ         | Trung tâm Frank Erwin           | 25.267 / 25.267              | $2.725.292   |
| 5 tháng 11 năm 2016  | Austin             | Hoa Kỳ         | Trung tâm Frank Erwin           | 25.267 / 25.267              | $2.725.292   |
| 8 tháng 11 năm 2016  | Houston            | Hoa Kỳ         | Trung tâm Toyota                | 25.577 / 25.577              | $3.032.246   |
| 9 tháng 11 năm 2016  | Houston            | Hoa Kỳ         | Trung tâm Toyota                | 25.577 / 25.577              | $3.032.246   |
| 14 tháng 11 năm 2016 | Thành phố Mexico   | Mexico         | Palacio de los Deportes         | 34.585 / 34.585              | $3.259.064   |
| 15 tháng 11 năm 2016 | Thành phố Mexico   | Mexico         | Palacio de los Deportes         | 34.585 / 34.585              | $3.259.064   |
| 21 tháng 11 năm 2016 | Phoenix            | Hoa Kỳ         | Đấu trường Talking Stick Resort | 14.154 / 14.154              | $1.445.379   |
| Châu Đại Dương       |                    |                |                                 |                              |              |
| 28 tháng 2 năm 2017  | Perth              | Úc             | Sân vận động Domain             | —                            | —            |
| 4 tháng 3 năm 2017   | Brisbane           | Úc             | The Gabba                       | —                            | —            |
| 5 tháng 3 năm 2017   | Brisbane           | Úc             | The Gabba                       | —                            | —            |
| 10 tháng 3 năm 2017  | Sydney             | Úc             | Sân vận động ANZ                | —                            | —            |
| 11 tháng 3 năm 2017  | Sydney             | Úc             | Sân vận động ANZ                | —                            | —            |
| 13 tháng 3 năm 2017  | Adelaide           | Úc             | Adelaide Oval                   | —                            | —            |
| 18 tháng 3 năm 2017  | Melbourne          | Úc             | Sân vận động Etihad             | —                            | —            |
| 19 tháng 3 năm 2017  | Melbourne          | Úc             | Sân vận động Etihad             | —                            | —            |
| 23 tháng 3 năm 2017  | Auckland           | New Zealand    | Sân vận động Mount Smart        | —                            | —            |
| 25 tháng 3 năm 2017  | Auckland           | New Zealand    | Sân vận động Mount Smart        | —                            | —            |
| 26 tháng 3 năm 2017  | Auckland           | New Zealand    | Sân vận động Mount Smart        | —                            | —            |
| Châu Âu              |                    |                |                                 |                              |              |
| 28 tháng 6 năm 2017  | Luân Đôn           | Vương quốc Anh | Sân vận động Wembley            | —                            | —            |
| 29 tháng 6 năm 2017  | Luân Đôn           | Vương quốc Anh | Sân vận động Wembley            | —                            | —            |
| Tổng cộng            | Tổng cộng          | Tổng cộng      | Tổng cộng                       | 1.548.639 / 1.548.639 (100%) | $166.978.825 |

## Buổi diễn bị hủy
| Ngày               | Thành phố | Quốc gia       | Địa điểm biểu diễn   | Lý do                     |
| ------------------ | --------- | -------------- | -------------------- | ------------------------- |
| 1 tháng 7 năm 2017 | Luân Đôn  | Vương quốc Anh | Sân vận động Wembley | Tổn thương dây thanh quản |
| 2 tháng 7 năm 2017 | Luân Đôn  | Vương quốc Anh | Sân vận động Wembley | Tổn thương dây thanh quản |

### Chú giải
1. 1 2 3 4  Số liệu doanh thu cộng lại từ các đêm diễn tại Đấu trường O2 vào ngày 15, 16, 18, 19, 21, 22 tháng 3 & 4, 5 tháng 4 năm 2016.
2. 1 2 3 4  Số liệu phòng vé cộng lại từ các đêm diễn ngày 5, 6, 9, 10, 12, 13, 20 và 21 tháng 8 năm 2016 tại Trung tâm Staples, Los Angeles
3. ↑  Buổi diễn thứ hai tại Phoenix theo thông báo ban đầu sẽ diễn ra vào ngày 17 tháng 8 năm 2016 nhưng bị hoãn đến ngày 21 tháng 11 năm 2016 do Adele bị bệnh.[9]